# Baudignécourt
Baudignécourt is een plaats en voormalige gemeente in het arrondissement Commercy in het Franse departement Meuse in de regio Grand Est en telt 77 inwoners (2009).

## Geschiedenis
Baudignécourt maakte deel uit van het kanton Gondrecourt-le-Château tot dit op op 22 maart 2015 en de gemeente werd opgenomen in het kanton Ligny-en-Barrois. Op 1 januari 2019 fuseerde de gemeente met Demange-aux-Eaux tot de commune nouvelle Demange-Baudignécourt.

## Geografie
De oppervlakte van Baudignécourt bedraagt 6,2 km², de bevolkingsdichtheid is dus 12,4 inwoners per km².
De onderstaande kaart toont de ligging van Baudignécourt met de belangrijkste infrastructuur en aangrenzende gemeenten.

## Demografie
Onderstaande figuur toont het verloop van het inwonertal (bron: INSEE-tellingen).